# Eugene Skinner
Eugene Skinner (Essex, 13 september 1809 - Eugene, 15 december 1864) was een Amerikaans kolonist, postmeester en advocaat in Oregon en stichter van de stad Eugene, die naar hem werd vernoemd.

## Biografie

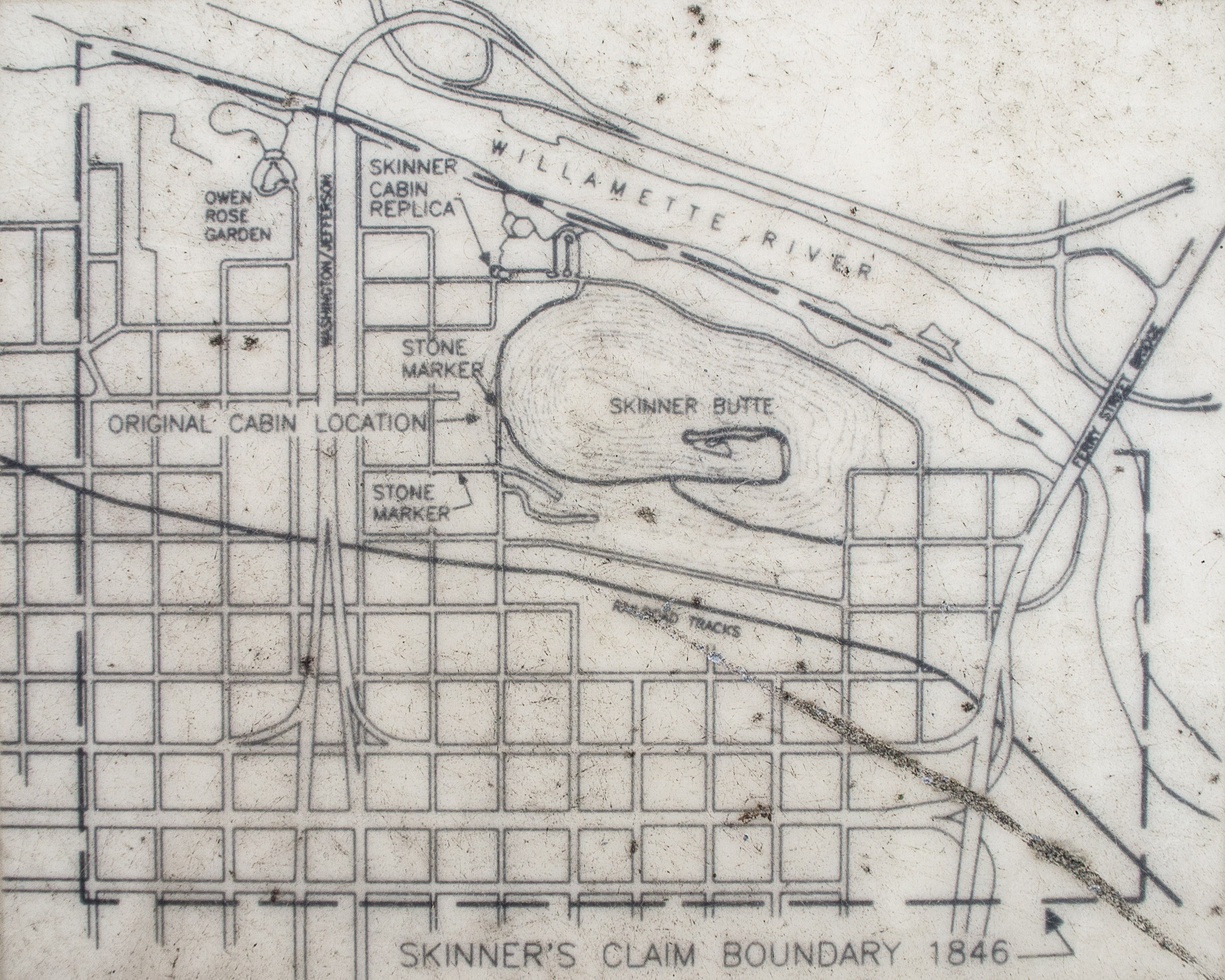
De grenzen van het door Skinner geclaimde gebied.

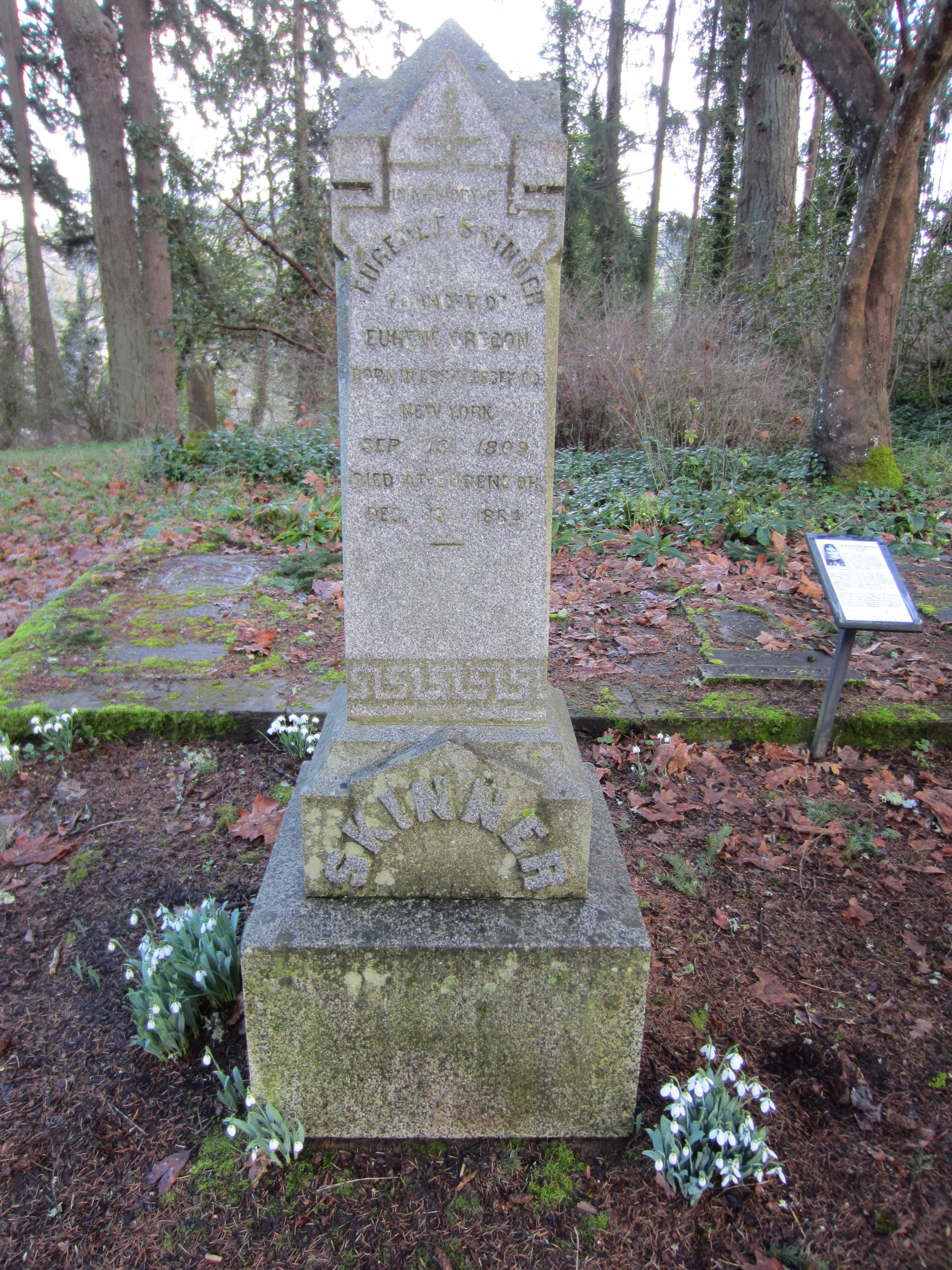
Graf van Eugene Skinner op de Eugene Masonic Cemetery.

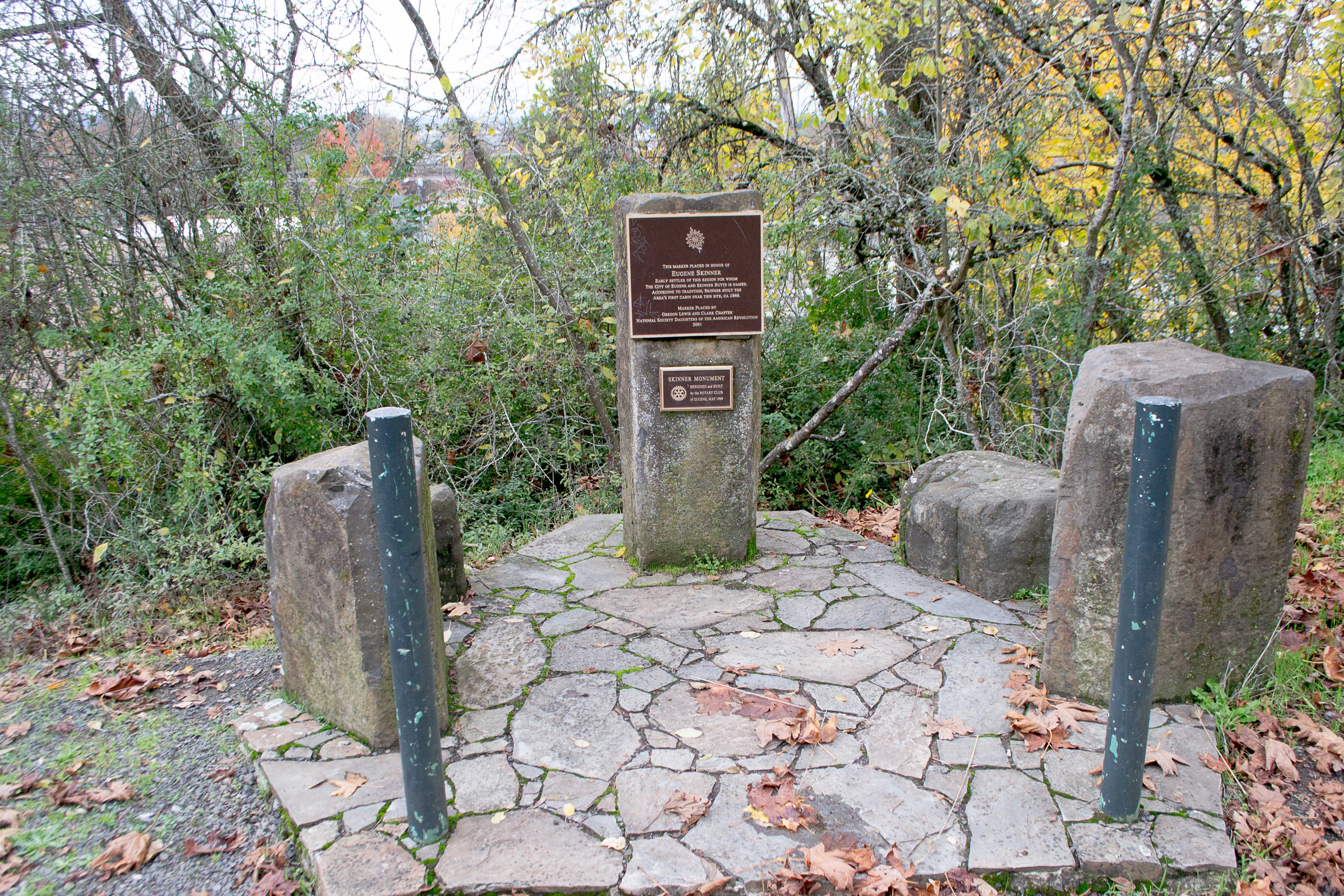
Monument ter ere van Eugene Skinner.

Eugene Skinner was een zoon van majoor John Joseph Skinner. Zijn broer was St John Skinner, die assistent-postmeester was onder president Andrew Johnson. Zijn moeder stierf toen Skinner nog jong was. Op 14-jarige leeftijd verhuisde hij met zijn gezin naar Green County in Wisconsin. Als volwassene woonde Skinner kort in Plattsburgh in de staat New York, voordat hij zich als county sheriff vestigde in Illinois in Illinois. Hij trouwde met Mary Cook op 28 november 1839.
In mei 1845 reisden hij en zijn vrouw Mary Cook Skinner over land naar Californië, waar ze overwinterden in Sutter's Fort. In 1846 vertrokken de Skinners naar het noorden, naar Oregon Country, waar ze zich bij het gezelschap van Elijah Bristow voegden bij het verkennen van de Willamette Valley ten zuiden van het huidige Polk County. Skinner claimde een grondgebied stroomafwaarts van de claim van Bristow en kreeg het advies van de lokale Kalapuyastam om hoog te bouwen vanwege het overstromingsgevaar. Afgaand dit advies bouwde hij zijn eerste hut op de heuvel die bekend staat als Skinner Butte.
De Skinners boerden en voedden een gezin van vijf kinderen op: vier dochters (Mary, Leonora, Phoebe en Amelia) en een zoon, St. John. Skinner exploiteerde een veerdienst over de rivier de Willamette. Historicus Robert Clark suggereert dat Skinner met opzet dit specifieke grondgebied zou claimen omdat het de beste locatie was voor een lokaal veerbootmonopolie. Nadat Oregon in 1849 als Amerikaans grondgebied was georganiseerd, werd Skinner de plaatselijke postmeester.
In 1851 stichtten Skinner en de plaatselijke rechter David Matteson Risdon de stad Eugene City, waarvan de naam in 1889 werd afgekort tot 'Eugene'. Skinner stelde een deel van zijn grondeigendommen ter beschikking om er publieke gebouwen op te richten. Nadien ging hij aan de slag als advocaat en diende hij in Eugene City als kerk en trustee.
Skinner werd ziek nadat hij probeerde zijn vee te redden tijdens de Grote Overstromingen van 1862. Hij stierf in Eugene op 15 december 1864 en werd er begraven op de vrijmetselaarsbegraafplaats.
- Library of Congress Control Number: n2012047972
- SNAC: w6d51pj3
- Virtual International Authority File: 253727849
- WorldCat: E39PBJwxGgVJ9JFrDJ9pvHrTHC